# Калініно (Козельський район)
Калініно (рос. Калинино) — присілок в Козельському районі Калузької області Російської Федерації.
Населення становить 7 осіб. Входить до складу муніципального утворення Присілок Подборки.

## Історія
Від 2004 року входить до складу муніципального утворення Присілок Подборки.

## Населення
| 2002 | 2010 |
| ---- | ---- |
| 16   | ↘7   |